# Tasso (strumento)
Il tasso è uno strumento utilizzato dai carrozzieri come incudine di precisione nella battitura delle lamiere, ed è costituito da un supporto di acciaio pieno.
Durante la lavorazione viene appoggiato alla lamiera da rifinire e dalla parte opposta si percuote con il martello idoneo, fino ad ottenere una superficie debitamente curvata. Può essere di diverse forme, a seconda delle parti da rifinire e delle curvature da riprodurre, e la superficie può essere zigrinata o piana.
Solitamente viene utilizzato in abbinamento ad appositi martelli.
I tassi da carrozzeria più comuni sono: 
- a teste tonde;
- a teste convesse;
- a virgola;
- curvo;
- piano;

- a tacco, o tallone;
- a suola;
- a rotaia;
- a cuneo;
- ad incudine.